# Risatorp
Risatorp är en småort, belägen strax söder om kommunen centralort Ronneby. Orten gränsar till Södra Brunnsskogens naturreservat och kulturreservatet Ronneby brunnspark.
Området var från 1600-talet och fram till 1800-talet ett jordbrukslandskap med enskilda gårdar som vid sekelskiftet 1800-1900 kompletterades med viss bostadsbebyggelse längs vägen mellan Ronneby stad och havet. Området började bebyggas ut under 1950-talet. Expansionen fortsatte under 1960- och 70-talen. Området består till största del av villabebyggelse. Risatorp har bussförbindelser med centrala Ronneby. Det finns en kommunal lekplats samt fotbollsplan. Risatorps samhällsförening avvecklades för några år sedan. Föreningen hade fram till dess tillgång till Risatorps gamla pumphus, som fungerade som samlingslokal. 
2019 färdigställdes 24 nya marklägenheter på den plats där fotbollsplanen och tennisbanan tidigare låg.  
Området är delat på mitten av genomfartsvägen Risatorpsvägen. Merparten av bebyggelsen finns på den västra sidan av vägen. 
Under senare år har Risatorp blivit attraktivt på den lokala villamarknaden. Många barnfamiljer flyttar just nu dit och de äldre husägarna säljer sina fastigheter.
I närheten finns flera strövområden, bland annat Ronneby brunnspark, Risanäs, Togölen med Långemosse samt Persborgsgölen.
Vid infarten till Risatorp finns en cirkulationsplats. Den var länge Ronnebys enda och användes flitigt av de lokala trafikskolorna när körkortsaspiranter skulle lära sig att köra rätt i rondeller.